# سن-سور، کبک
سَن-سِوِر (به فرانسوی: Saint-Sévère) قصبه‌ای در منطقه شهری ماسکینونژه ناحیه موریسی در استان کبک کانادا است. در سرشماری سال ۲۰۱۱ این قصبه ۳۳۵ نفر جمعیت داشته‌است و مساحت آن ۳۱٫۸۳ کیلومتر مربع است.